# Don't You Want Me (Alcazar)
Don't You Want Me è un singolo del gruppo musicale eurodance svedese Alcazar, pubblicato il 10 giugno 2002 dall'etichetta discografica BMG e prodotto dagli Almighty Associates.
La canzone è una cover del brano omonimo dei The Human League ed è stata inserita nell'album d'esordio del gruppo, Casino, riscuotendo un buon successo in tutta Europa.

## Tracce
CD-Maxi (RCA 74321 93982 2)
1. Don't You Want Me (Almighty Radio Edit) - 3:27
2. Don't You Want Me (Project Eden Remix) - 7:34
3. Don't You Want Me (Almighty Club Mix) - 7:25
4. Don't You Want Me (Johan S Mix) - 7:15

## Classifiche
| Classifica (2002) | Posizione raggiunta |
| ----------------- | ------------------- |
| Belgio (Vallonia) | 8                   |
| Finlandia         | 18                  |
| Belgio (Fiandre)  | 21                  |
| Italia            | 28                  |
| Svezia            | 30                  |
| Australia         | 37                  |
| Svizzera          | 76                  |
| Paesi Bassi       | 83                  |